# 高沢寅男
高沢 寅男（たかざわ とらお、1926年〈大正15年〉10月27日 - 1999年〈平成11年〉8月5日）は、日本の政治家。元日本社会党衆議院議員（7期）。

## 来歴
新潟県上越市出身。陸軍予科士官学校で久保亘、伊藤茂、奥田敬和らと同期。東京大学経済学部に入学。日本共産党国際派の活動家として学生運動に参加、都学連委員長などを務める。当時の同志に不破哲三、上田耕一郎、安東仁兵衛、武井昭夫らがいた。
1954年3月、東京大学経済学部を卒業。同年4月、日本社会党書記局に入る。1966年に非議員の中央執行委員に昇格し、教育宣伝局長、総務局長などを歴任する。
1972年12月の第33回衆議院議員総選挙に旧東京5区から社会党公認で立候補し初当選した。社会主義協会員であることを明らかにし、協会派の代表的国会議員とみなされた。
1974年、成田知巳委員長の下で飛鳥田一雄、山本幸一らと党中央執行副委員長に就任。特に山本幸一とは、社会党の路線を巡り党内主導権争いを繰り広げる。1977年、成田委員長の退任で副委員長を辞任。
1982年、飛鳥田一雄委員長の下で曽我祐次と新設された副書記長に就任。1983年7月、飛鳥田の退任により委員長に選出された石橋政嗣新委員長の下で副書記長に就任。
1986年9月、社会党委員長選で土井たか子副委員長が当選。副書記長を退任。
1993年7月の第40回衆議院議員総選挙では、日本新党、新生党の進出で、自民党候補の小林興起、中村靖と共に落選し政界を引退。
1995年、練馬区長選に社会党、新党さきがけの推薦を得て立候補するも落選。

## 人物
- 党内最左派の社会主義協会の大幹部として鳴らした。社会党の寅さんもしくは協会のプリンスの通称で有名。社会党内部の路線論争では、常に当時の綱領的文書「日本における社会主義への道」を擁護し、党の社会民主主義路線への転換を拒み続けた。

- ソ連崩壊前には、再三にわたりソ連・東欧圏諸国を「友好訪問」し、「社会主義の優位性」を賛美していた。東欧社会主義の崩壊やソ連の解体後、その誤りをインタビューで明言、『週刊文春』は「高沢寅男の完全敗北宣言」と題した記事を掲載した。

- 関東国税局による同和信用組合（後の朝銀信用組合）への強制捜査の執行は朝鮮総連が「不当弾圧」と称し、数年間に渡り税務署の業務に支障をきたす程の抗議活動と扇動を全国の在日朝鮮人多住地域に対して続けた。朝鮮総連は人脈を通じ、国税当局にアプローチを続け、高沢寅男の議員会館の部屋で、朝鮮商工会と国税当局との間で税金問題解決に関する五項目の合意事項が成立したとされる[4]。

## 主な著書
- 現代政治入門（労働大学、1972）
- 現代日本の政治（ありえす書房、1976）
- 社会主義と人間（ありえす書房、1979）